# سيمرا كيبيدي
سيمرا كيبيدي (من مواليد الثامن عشر من حزيران/يونيو 1987) هي عارضة أزياء وممثلة وحاملة لقب ملكة جمال إثيوبيا في الولايات المتحدة الأمريكية عام 2006 ووصيفة مسابقة ملكة جمال إفريقيا في الولايات المتحدة الأمريكية عام 2006 أيضًا فضلًا عن كونها حاملة لقب ملكة جمال إثيوبيا في دورةٍ من الدورات.

## الحياة المُبكّرة
ولدت سيمرا كيبيدي في الثامن عشر من حزيران/يونيو 1987 في أديس أبابا بإثيوبيا. انتقلت عائلتها إلى الولايات المتحدة عندما كانت في العاشرة من عمرها، فنشأت في هيوستن بولاية تكساس ثمّ درست في مدرسة محليّة هناك. ينتمي والداها إلى الكنيسة الأرثوذكسية الإثيوبية فنشأت على نفس الديانة. درست سيمرا الاقتصاد في جامعة إيموري في أتلانتا بجورجيا وتخرجت بدرجة البكالوريوس في عام 2009.

## الألقاب
تُوِّجت سيمرا بلقب ملكة جمال إثيوبيا في الولايات المتحدة الأمريكية عام 2006 وذلك بعدما فازت بنفس اللقب في بلدها. أهَّلها اللقبُ الأول للمشاركة في المسابقة الرسمية لملكة جمال أفريقيا بالولايات المتحدة الأمريكية، وتمثيل بلدها إثيوبيا في هذه المسابقة الكبيرة التي حصلت فيها على وصافة اللقب في نسختها عام 2006.

## عروض الأزياء
شاركت سيمرا في عروض أزياء لمصممين مثل الموسيقي الإثيوبي والمُصمّم تشاتشي تاديسي والمصمم الآخر راس جودا روزي نيجوسي، كما ظهرت في عددٍ من المطبوعات وكذلك في بعض منتجات التجميل الإثيوبية.